# Semiothisa radiata
Semiothisa radiata är en fjärilsart som beskrevs av J. Peter Maassen 1890. Semiothisa radiata ingår i släktet Semiothisa och familjen mätare. Inga underarter finns listade i Catalogue of Life.